# Mike Parisy
Pour les articles homonymes, voir Parisy.
Cet article concerne le pilote automobile. Pour le joueur américain de baseball, voir Mike Parisi.
Mike Parisy, né le 8 octobre 1984 à Pau, est pilote automobile professionnel gérant de Formula Kids (école de conduite pour enfants et adolescents de 6 à 18 ans) et de l'école de pilotage Plein Pau réservée aux adultes.

## Biographie
Son père était déjà pilote.
Spécialiste de la catégorie GT, Mike Parisy compte plusieurs succès à son actif : une victoire en championnat du Monde FIA GT1, vice-champion d'Europe GT3, Champion de France GT3, 14 victoires au Grand Prix automobile de Pau et premier vainqueur historique d'une course électrique sur asphalte…
Durant les 24 Heures du Mans 2015, il termine sixième avec l'équipage de Han-San Chen et Gilles Vannelet, en catégorie GTE Am, sur la Porsche 911 RSR (991) du Team AAI,, en ayant passé près de onze heure à son volant.
Le pilote palois a piloté de nombreuses voitures prestigieuses : Ferrari F430 GT3, Lamborghini Gallardo GT3, Mclaren MP412C GT3, Bentley Continental GT3, Audi R8 LMS, Mercedes-Benz SLS AMG GT3, Porsche 911 GT3 R (997) et Chevrolet Corvette Z06 GT3.
Sa collaboration très étroite durant trois années avec l'écurie Sébastien Loeb Racing lui permet de renforcer sa notoriété aux yeux du grand public.

## Palmarès
- 2004 : Champion de France Supertourisme B et champion de France Formule France ;
- 2007 : Champion de France Porsche Carrera Cup J ;
- 2009 : Champion de France FFSA  GT, en catégorie GT3[5] ;
- 2011 : Vice-champion d'Europe GT3 ;
- 2012 : Une victoire en championnat du Monde FIA GT1 - Vainqueur de la 1re course électrique sur circuit asphalte ;
- 2013 : 3 podiums en Blancpain Endurance Serie (1 doublé en championnat Sprint avec Sebastien Loeb) ;
- 2014 : Vice-champion de France FFSA GT ;
- 2015 :
  - Trois victoires en championnat de France FFSA GT, dont six pôles position ;
  - 6e des 24h du Mans Porsche 991 GTE.
- 2016 : Blancpain Série : Audi R8 Gt3 - victoire des 500 Nocturnes ;
- 2017 : Champion de France GT4.